# Rana yavapaiensis
Rana yavapaiensis (tên tiếng Anh: Lowland Leopard Frog) là một loài ếch trong họ Ranidae.
Loài này có ở México và Hoa Kỳ; trong tiếng Tây Ban Nha nó được gọi là rana de Yavapai.
Các môi trường sống tự nhiên của chúng là các khu rừng ôn hòa, sông, sông có nước theo mùa, hồ nước ngọt, và đầm nước ngọt.
Nó không được xem là bị đe dọa theo IUCN.